# Бекер, Ави
Ави Бекер (ивр. אבי בקר‎; 1951 — 3 июня 2015) — израильский учёный и дипломат, генеральный секретарь Всемирного еврейского конгресса (ВЕК) с 2001 по 2003 год, активист за возвращение отобранного в годы Холокоста еврейского имущества, основатель Израильского совета по международным отношениям.

## Биография
Ави Бекер родился в Тель-Авиве, Израиль. Окончив службу в Армии обороны Израиля, он получил образование в Тель-Авивском университете, а затем защитил докторскую степень по политическим наукам в Городском университете Нью-Йорка.
С 1977 по 1982 год Бекер работал в Постоянной миссии Израиля при ООН, а в 1985 году присоединился к Всемирному еврейскому конгрессу. Он возглавлял израильский офис ВЕК до 2001 года и был назначен генеральным секретарём организации в 2001 году. В этой роли он продвигал инициативы по возврату имущества, конфискованного у евреев в годы Холокоста.

## Научная и общественная деятельность
Бекер занимался академической деятельностью, читал лекции по дипломатии и международному праву в Тель-Авивском университете и был приглашённым профессором в Джорджтаунском университете в Вашингтоне, где занимал должность профессора по правительственным вопросам. В 1994 году он основал Израильский совет по международным отношениям (ICFR), который действует под эгидой ВЕК и занимается аналитической и исследовательской работой в области внешней политики.
Ави Бекер написал ряд книг по международным отношениям и еврейской истории, включая:
- The United Nations and Israel: From Recognition to Reprehension (1988);
- Disarmament Without Order: The Politics of Disarmament at the United Nations (1985);
- The Chosen: The History of an Idea, the Anatomy of an Obsession (2008).

Он также редактировал ряд книг и научных сборников:
- Jewish Communities of the World (1999);
- The Plunder of Jewish Property During the Holocaust (2001).

## Личная жизнь
Ави Бекер был женат, у него осталось несколько детей.